# Sorites
El sorites és un recurs estilístic usat habitualment en retòrica (per altres significats, vegeu paradoxa sorites). Es tracta d'un raonament resultat de la concatenació de diverses proposicions veritables de manera que el subjecte de cadascuna és el predicat de l'anterior. Partint d'unes premisses vertaderes es pot anar introduint retòricament, fàcilment i gradual una falsedat, de manera que es falti a alguna regla sil·logística de manera capciosa.
El seu nom ve de la paradoxa sorites.

## Rep també el nom de sorites la concatenació de sil·logismes (polisil·logisme), de dues formes diferents
- El predicat de cada proposició (com a premissa) és el subjecte de la proposició següent (com a premissa), essent idèntics el subjecte de la premissa major i el de la conclusió.

A és B, B és C, C és D; D és E; llavors A és E. (Essent A, B, C, D, E els termes de les premisses)
Per exemple: tota flor és vegetal, tot vegetal és un ser viu, tot ésser viu és sensible, tot ser sensible té ànima, tota flor té ànima.
- Un polisil·logisme en què se sobreentén la conclusió de cada sil·logisme, excepte l'última que es fa explícita.

Per exemple: els europeus són occidentals, els espanyols són europeus, els andalusos són espanyols, els sevillans són andalusos. Per tant, els andalusos són occidentals.